# Булумське сільське поселення
Булу́мське сільське поселення (рос. Булумское сельское поселение) — сільське поселення у складі Олов'яннинського району Забайкальського краю Росії.
Адміністративний центр — село Булум.

## Населення
Населення сільського поселення становить 567 осіб (2019; 745 у 2010, 1063 у 2002).

## Склад
До складу сільського поселення входять:
| Населений пункт | Населення, осіб (2002) | Населення, осіб (2010) |
| --------------- | ---------------------- | ---------------------- |
| Антія, село     | 347                    | 279                    |
| Булум, село     | 716                    | 466                    |